# Henri de Rigny

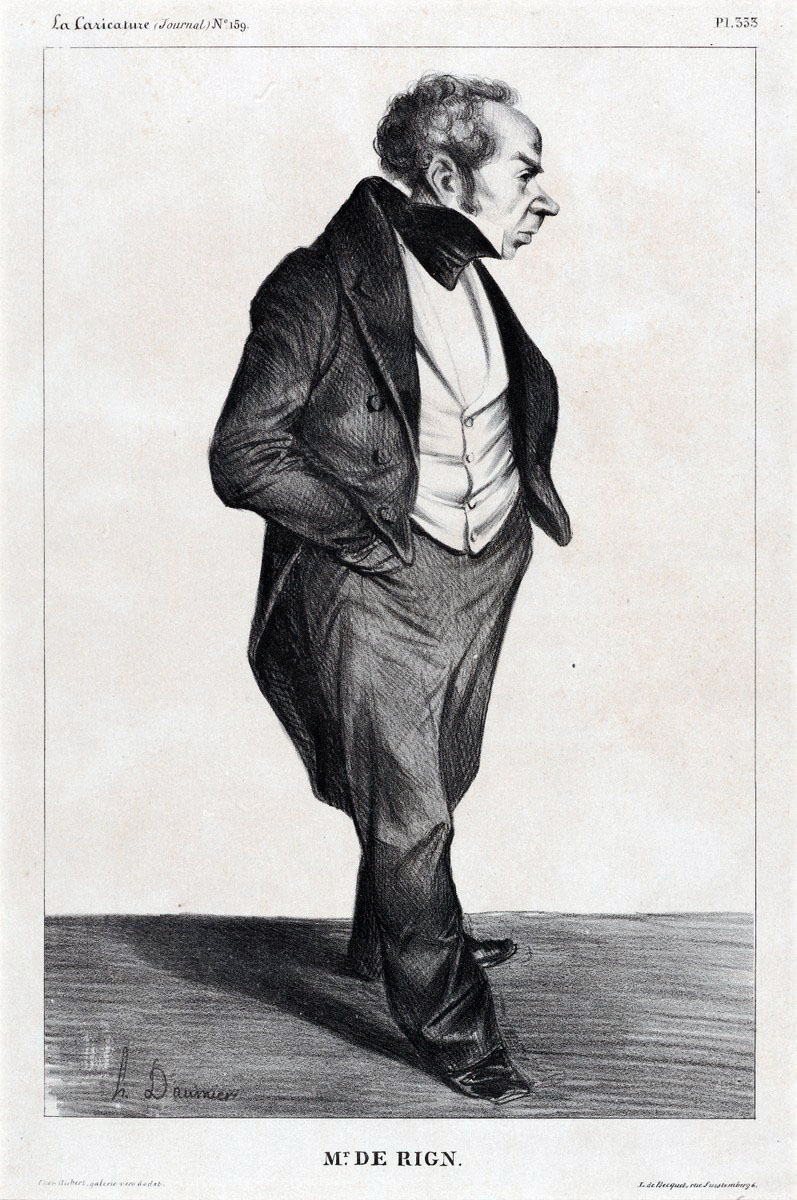
Caricatura di Honoré Daumier, 1833.

Marie Henri Daniel Gauthier de Rigny (Toul, 2 febbraio 1782 – Ris-Orangis, 6 novembre 1835) è stato un ammiraglio francese.

## Biografia
Henri de Rigny era nipote del barone Joseph-Dominique Louis (detto baron Louis o abate Louis), e figlio di un capitano del reggimento di dragoni Penthièvre, morto in servizio lasciando in vita cinque figli maschi, tra cui il fratello minore di Henri, il futuro generale Alexandre Gaulthier de Rigny. La Rivoluzione francese lo portò a frequentare la scuola a Pont-à-Mousson ove crebbe con la sua famiglia presso una zia. 
Dopo aver trascorso alcuni mesi alla scuola speciale di Brest  per terminare i propri studi, nel 1798 egli entrò a far parte della marina francese come marinaio sulla nave al comando dell'ammiraglio Étienne Eustache Bruix. Nel 1799 venne nominato mozzo.
Egli prese parte all'assedio di Portoferraio ed alla Battaglia di Algeciras, e successivamente prese parte prima alla campagna d'Egitto e poi alla spedizione di Santo Domingo, in Corsica e in Spagna. Nel 1803 venne nominato alfiere ed inviato a Boulogne col comando di una corvetta, La Triomphante.
Interrogato da Napoleone in persona circa le possibilità di invadere l'Inghilterra, il giovane marinaio diede all'Imperatore una risposta salda e concisa, dimostrando le difficoltà che tale operazione avrebbe comportato. Incluso come molti altri marinai nell'esercit francese tra il 1806 ed il 1807 combatté in Prussia, Polonia, Pomerania e quindi a Jena, a Pułtusk, all'assedio di Stralsund e di Graudentz, ove venne ferito. Assegnato all'armata di Spagna nel 1808, divenne aiutante di campo del maresciallo Jean-Baptiste Bessières, distinguendosi nella Battaglia di Medina de Rioseco, e venendo nuovamente ferito nella battaglia di Somosierra, e prese parte alla presa di Madrid, nel 1809, ed alla Battaglia di Wagram.
Promosso luogotenente nel 1809, de Rigny venne nominato comandante nel 1811 e ricevette l'ordine di salpare contro gli inglesi per rimuovere il blocco di Cherbourg e Le Havre, mettendo a rischio più volte la propria vita. Nel 1813 venne ferito mentre stava ripulendo il villaggio di Barselen dagli occupanti inglesi.
Nel 1816 venne elevato al rango di capitano e dal 1822 ottenne il comando delle forze navali assemblate nel Levante, ove quotidianamente fu impegnato contro i pirati greci e turchi durante azioni di polizia dell'arcipelago. Nel 1823 venne nominato contrammiraglio e venne chiamato nel settembre del 1827 a prendere parte alla guerra d'indipendenza greca al fianco di Inghilterra e Russia contro le forze dell'Impero ottomano. Nel 1827 comandò la flotta francese che prese parte alla Battaglia di Navarino, ove ottenne la croce di Membro dell'Ordine del Bagno e quello di Sant'Alexander Nevsky, oltre al titolo i Vice Ammiraglio.
Ritornato in Francia dopo l'evacuazione della Morea, venne nominato prefetto marittimo di Tolone nel 1829. In quell'anno, Carlo X di Francia lo ricompensò per il servizio militare reso alla Francia col titolo di Conte di Rigny, ma egli rifiutò la nomina sino alla sua inclusione come ministro della marina nel governo Polignac l'8 agosto di quell'anno.
L'ammiraglio conte de Rigny riprese quindi la via del mare nel Levante e dopo essere tornato a Tolone per ragioni di salute nel settembre del 1830, venne nominato membro del tavolo dell'ammiragliato, divenendo nel contempo grand'ufficiale dell'Ordine della Legion d'Onore.
Richiamato nel 1831 alla camera dei deputati, l'ammiraglio de Rigny ricevette il 3 marzo di quello stesso anno dal nuovo re Luigi Filippo l'incarico di ministro della marina. Il 4 aprile 1834 ottenne il ministero degli affari esteri.
Il 17 settembre 1834 sposò Adele Defontaine Narcissus, di Mons (n. 13 maggio 1803), vedova di un primo matrimonio con un ricco uomo d'affari belga, Daniel Honnor Florent François (1780–1830), dal quale aveva avuto due figlie: Elise (1826–1876), poi duchessa di Padova per via del suo matrimonio con Louis Arrighi de Casanova, e Leonie (1829–1892), poi marchesa di Talhouët per via del suo matrimonio con Augustus Talhouët Roy.
Il 12 marzo 1835 la sua salute cominciò a peggiorare forzandolo a rinunciare alle proprie cariche ministeriali ma nell'agosto di quello stesso anno ricevendo la gran croce della legion d'onore. Ripresosi, accettò una breve missione a Napoli, ma tornato in Francia nell'ottobre di quello stesso anno ebbe un attacco cardiaco al quale dovette soccombere la notte del 6 novembre 1835, mentre la moglie gli sopravviverà di altri trentatré anni.